# Archegosauroidea
Archegosauroidea es una superfamilia extinta de temnospóndilos del Pérmico. La familia es asignada al clado Stereospondylomorpha y su taxón hermano al suborden Stereospondyli. Entre los arquegosauroideos se incluyen las familias Actinodontidae y Archegosauridae, y posiblemente el género Intasuchus, el cual es situado en la familia monotípica Intasuchidae.